# Campeonato Sul-Americano de Clubes de Basquete Feminino de 2002
O Campeonato Sul-Americano de Clubes de Basquetebol Feminino de 2002 foi disputado no formato de Liga, com duas cidades sedes na primeira fase e uma cidade sede na fase final. A competição voltou após três anos sem realização. 
Vasco da Gama, do Brasil e Deportivo Maullin do Chile dominaram a competição chegando na última rodada da fase final em condições iguais de título onde quem vencesse seria o campeão e o Vasco da Gama levou a melhor em pleno Chile.

## Primeira fase
- Grupo A (Sede Guayaquil - Equador): Vasco da Gama (Brasil), Regatas de Lima (Peru), Sport Uruguai (Equador), Union FBC Cruz Blanca (Colômbia) e Diosas de Yarucay (Venezuela); [1]

- Grupo B (Sede Oruro - Bolívia): Deportivo Maullin (Chile), Economia (Bolívia), Malvín (Uruguai), Obras Sanitarias (Argentina) e Universidad Autônoma (Paraguai).

## Segunda fase
Final Four: (Sede Puerto Montt - Chile): Deportivo Maullin - Chile, Economia - Bolívia, Clube de Regatas Vasco da Gama (RJ) - Brasil, Sport Uruguay - Equador.

## A Campanha do Vasco
Primeira Fase (Guayaquil, Equador): 
- Vasco da Gama 90 – 47 Regatas Lima (Peru)
- Vasco da Gama 92 – 29 Diosas de Yaracuy (Venezuela)[2]
- Vasco da Gama 89 – 44 Cruz Blanca (Colômbia)
- Vasco da Gama 80 – 77 Sport Uruguay (Equador)

Final Four (Puerto Montt, Chile):
- Vasco da Gama 120 – 75 Economia (Bolívia)
- Vasco da Gama 109 – 62 Sport Uruguay (Equador)
- Vasco da Gama 78 – 65 Desportivo Maullin (Chile)